# Brigada Victor Jara
A Brigada Victor Jara é uma banda portuguesa criada em 1975. Começou como um grupo informal de jovens de Coimbra e tornou-se  um dos mais duradouros e importantes grupos de música tradicional portuguesa. O grupo mantém-se em actividade tendo lançado o seu mais recente disco, a colectânea Ó Brigada, em 2015.

## História
De início a Brigada reproduzia cantigas portuguesas e estrangeiras de cariz revolucionário com que participavam nas campanhas de dinamização cultural do MFA. Nomeados em memória do cantor chileno com o mesmo nome, morto pelos militares após o golpe de Pinochet, no Chile.
Em 1977 editam o disco Eito Fora - Cantares Regionais que assinala um novo tempo na música urbana inspirada na música regional. O grupo que gravou o primeiro disco, editado pela Mundo Novo (editora associada à editorial Caminho), era formado por Né Ladeiras, Jorge Seabra, José Maria Vaz de Almeida, Amílcar Cardoso, Jorge Santos, João Ferreira e Joaquim Caixeiro.
No ano de 1978, o grupo desloca-se pela primeira vez para fora de Portugal indo à União Soviética onde participa nas comemorações do 25 de Abril.
O álbum seguinte, Tamborileiro, é editado no ano de 1979. No ano seguinte actuam nos Festivais Internacionais de Sokolov (Checoslováquia) e de Berlim (RDA). Em Angola actuam nas comemorações do 25 de Abril, na Festa do " L'Unitá" (Itália) e em espectáculos para Associações de Emigrantes radicados na Países Baixos.
O disco Quem Sai Aos Seus foi editado em 1981 através da Vadeca. Em 1982 é lançado o álbum Marcha dos Foliões. Recebem o prémio de "Melhor Conjunto do Ano" atribuído pela revista Nova Gente.
Fazem uma digressão em França que passou pelas cidades de Grenoble, Nice, Marselha e Tours, no ano de 1983.
No ano seguinte foi editado o álbum Contraluz. A Vadeca lança a colectânea 10 Anos a Cantar Portugal. Regressam a França, a convite da Associação França/Portuga, para actuar em Pau, Tarbes, Toulouse e Bordéus.
Comemoram o seu décimo aniversário com espectáculos no Teatro Académico de Gil Vicente (Coimbra) e na Aula Magna de Lisboa, com a participação do GEFAC e do Orfeon Académico de Coimbra. Deslocam-se a Macau para as Comemorações do 10 de Junho de 1985. Actuam na Bulgária, no Festival Internacional da Juventude,  e na Grécia com espectáculos em Larissa, Salónica, Volos e Atenas.
No ano de 1986 apresentam-se, a convite do G.L.C., em Londres, com o espectáculo "A Raiz e o Tempo".  Em Maputo (Moçambique) participam no Festival Internacional de Música "Festa Maio".
Durante o ano de 1987 realizam uma digressão pela Países Baixos, com "A Raiz e o Tempo", que passou por Roterdão, Haia e Amesterdão. Na Galiza participam num espectáculo de homenagem a José Afonso. Deslocam-se à Ilha de Santa Maria, nos Açores para participar no Festival Internacional "Maré De Agosto".
Em 1988 participam na "Quinzena de Cultura Portuguesa" em Grenoble (França) e nas comemorações do 10 de Junho em Caracas (Venezuela). Vão aos Açores onde dão espectáculos em Santa Maria e no Pico. Em Dezembro desse ano actuam novamente em Pau (França), a convite da Associação França/Portugal.
Em 1989 é editado o LP Monte Formoso através da MBP. Participaram no "XIII Festival Mundial da Juventude" realizado em Pyongyang (Coreia do Norte). O espectáculo "Monte Formoso", dedicado a José Afonso, contou com a colaboração do GEFAC e da Companhia de Teatro Bonifrates.
Em 1990 actuam em Paris aquando das comemorações do 25 de Abril. Dão vários concertos no Arquipélago dos Açores e em Dezembro participam num espectáculo realizado em Ourense, na Galiza.
Regressam a França, em 1991, para vários concertos nas cidades de Grenoble, Vienne e Saint Ettienne. Deslocam-se também aos Açores para vários concertos e em Julho fazem um concerto em Moaña, na Galiza.
Durante o ano de 1992 actuam em França, Inglaterra, País de Gales e Canadá. Participam no I Festival do Noroeste com concertos em Caminha e A Guarda. Actuam ainda em Santiago de Compostela.
Em 1993 deslocam-se novamente ao Reino Unido para participar em festivais realizados em Beverley, Bradford, Bracknel e Glasgow.
Participam na compilação Filhos da Madrugada, de homenagem a José Afonso, editado em 1994, e actuam no Estádio de Alvalade num concerto com as restantes bandas presentes nesta compilação. Participam ainda nas gravações da Ópera do Bandoleiro juntamente com o grupo Trigo Limpo-ACERT e os brasileiros Quinteto Violado. O disco Contraluz é reeditado em CD. Em Abril participam no concerto do Grupo de Guitarras e Cantares de Coimbra, realizado no Grande Auditório do CCB, por ocasião das comemorações dos 40 anos de carreira de António Brojo e António Portugal. Actuam na Madeira, Bélgica e Macau.
Em 1995 é lançado o disco Danças e Folias. Actuam ao vivo em Coimbra (Teatro Académio Gil Vicente e Festival José Afonso), Lisboa (Teatro São Luíz), Açores e Galiza. A editora Farol reedita o disco Eito Fora em CD.
Em 1996, o grupo actua no encerramento do Festival Intercéltico (Porto) onde recebem um prémio pelos seus 20 anos de defesa e divulgação da Música Tradicional Portuguesa. Realizam vários espectáculos em Espanha, Açores e Madeira e ainda no Festival Português de Massachusetts, nos Estados Unidos. O disco Monte Formoso é reeditado pela editora Farol.
Deslocam-se várias vezes à Galiza, durante o ano de 1997, para participar em Festivais de Música, como os de Liméns, San Miguel de Sarandon e de Cangas do Morraço. Em Alcañices participam nas Comemorações do Tratado. Em Agosto são considerados o melhor grupo participante no Festival da Ile de Tathiou, na França. Em Agosto deslocam-se aos Açores para um concerto na Povoação (Ilha de São Miguel).
Em Abril de 1998 participam num Festival em Ferrol, na Corunha. Participam depois nas Comemorações do 10 de Junho, em Macau, onde realizam três concertos. Actuam em Itália, nos Festivais "Sete Sóis Sete Luas" e "Mundus", e em Espanha nos festivais de Mondariz, Gexto (Bilbao) e Múrcia. Em Setembro actuam na Expo 98 num espectáculo que contou com a participação do GEFAC.
Em Abril de 1999 actuam em Trento e Roveretto, na Itália, por ocasião do "Trentino-Portogallo". Realizam também dois concertos em Salvador da Bahia, integrados nas comemorações dos 450 Anos da Cidade da Bahia e actuam também, em Outubro, por ocasião do 64º Aniversário da Casa de Portugal de São Paulo.
Comemoram o seu 25º aniversário em Abril de 2000. Dão um concerto especial no Teatro Académico Gil Vicente (Coimbra) e recebem a Medalha de Mérito Cultural atribuída pela Câmara Municipal de Coimbra. É editado o duplo CD ao vivo Por Sendas, Montes e Vales e é reeditado o disco Marcha dos Foliões.
Novas vos Trago é um disco com a participação de Amélia Muge, Sérgio Godinho, Gaiteiros de Lisboa, João Afonso e Brigada Victor Jara onde são interpretados dois "romances", género de música portuguesa de transmissão oral espalhado por várias partes do mundo. O grupo apresenta duas versões do Romance "Parto Em Terras Distantes".
Em 2001 deslocam-se a França para actuar no Festival Chorus de Chaville e no "Saison Culturelle" de Vanves. Actuam no Festival "Músicas do Mundo" em Sines e deslocam-se ao Brasil, a convite da Casa de Portugal de São Paulo.
Deslocam-se a Espanha em 2002 para actuações em Madrid e em Salamanca, este por ocasião da Capital Europeia da Cultura.
Começam o ano de 2003 com a gravação de 12 temas ao vivo para o documentário Povo que Canta. Actuam no Festival Intercéltico (Porto) e em Arcos de Valdevez. Em Setembro de 2003, durante a Festa do Avante, lançam um CD-Single com temas do seu próximo álbum.
Em 2004 deslocam-se a França e em 2005 actuam no Festival Músicas do Mundo em Sines e em Mérida. Comemoram os seus 30 Anos com um espectáculo no Teatro Académico de Gil Vicente, em Coimbra.
Em Outubro de 2006 foi editado o disco Ceia Louca que conta com participações especiais de Lena d'Água, Jorge Palma, Manuela Azevedo, Carlos Medeiros, Vitorino Salomé, Segue-me à Capela, Cristina Branco, Rita Marques, Janita Salomé e Carlos do Carmo.
Em 2007 a Câmara Municipal da Amadora atribui o Prémio José Afonso à Brigada Victor Jara com o álbum Ceia Louca.

## Discografia

### Álbuns
- Eito Fora (LP, Mundo Novo, 1977 / CD Farol 1995)
- Tamborileiro (LP, Mundo Novo, 1979 / CD Farol 1996)
- Quem Sai Aos Seus (LP, Vadeca, 1981)
- Marcha Dos Foliões (LP, Vadeca, 1982 / CD EMI 199?)
- Contraluz (LP, CBS, 1984 / CD Sony Music 1994)
- 10 Anos a Cantar (Portugal) ( LP Compilação, Vadeca, 1985)
- Monte Formoso (LP, MBP, 1989 / CD Farol 1996)
- 15 Anos de recriação da Música Tradicional Portuguesa (UPAV, 1992)
- 15 Anos de recriação da Música Tradicional Portuguesa (Playasound, 1992)
- Danças e Folias (CD, Farol, 1995)
- Por Sendas, Montes e Vales (Duplo CD, Farol, 2000)
- Ceia Louca (CD, Universal, 2006)
- Ó Brigada! Discografia completa 40 anos (10 CD, Tradisom Produções Culturais, 2015)

### Participações
- Ópera do Bandoleiro - (ACERT/Gesto, 1994) Obra discográfica de Carlos Clara Gomes que contou com a participação da Brigada Victor Jara (Portugal) e do Quinteto Violado (Brasil).
- Filhos da Madrugada (BMG, 1994) - Ronda das Mafarricas
- Novas Vos Trago (Tradisom, 2000) - Parto em terras distantes I/Parto em terras distantes II
- Exploratory Music From Portugal'02 (Atlantic Waves, 2002) - Arriba Monte
- Saudade - 1998 - Compilação de temas interpretados por Fausto, Frei Fado d'El Rei, Rodrigo Leão e Vox Ensemble, Os Poetas, Paulo Gonzo, Diva, Amélia Muge/José Mário Branco/João Afonso, Né Ladeiras, Júlio Pereira, Brigada Victor Jara, Amélia Muge e Cesária Évora
- Raízes e Tradições - 1998 - Compilação de temas de Gaiteiros de Lisboa, Júlio Pereira, Cramol, Janita Salomé, Banda do Casaco e Brigada Victor Jara
- A Música Popular Portuguesa - 1998 - Compilação com Sérgio Godinho, José Afonso, GAC Vozes na Luta, Vitorino, Brigada Victor Jara, Teresa Silva Carvalho, Adriano Correia de Oliveira, Trovante, José Mário Branco, António Variações, Banda do Casaco com Ti Chitas, Madredeus, Lua Extravagante, Amélia Muge, Né Ladeiras, Rio Grande, João Afonso e Gaiteiros de Lisboa.
- Terres Portuguaises / Portuguese Lands - 1994 - Compilação Playasound com vários artistas portugueses.
- Naciones Celtas III - 1999 - Duplo CD com 40 temas de vários artistas, editado por Fonofolk, onde se destacam Loreena McKennitt, Davy Spillane, Fuxan os Ventos, The Battlefield Band, Donal Lunny, Liorna, Cristina Pato, Lá Lugh, etc.

## O Grupo
- Arnaldo de Carvalho - percussão e coros
- Aurélio Malva - Bandolim, guitarra, gaita de foles, viola braguesa e voz solo
- Catarina Moura - Voz
- José Tovim - Baixo e Coros
- Joaquim Teles (Quiné) - Bateria e Percussão
- Luís Garção Nunes - Guitarra, viola beiroa, viola toeira e cavaquinho
- Manuel Rocha - Violino e Bandolim
- Ricardo Dias - Piano, Flauta, Acordeão e Gaita de Foles
- Ricardo Grácio - Flauta transversal, gaita de foles, guitarra clássica, guitarra de 12 cordas, viola beiroa, campaniça e braguesa, bandolim e cavaquinho
- Rui Curto - Acordeão e Concertina

## Comentários
"(o segredo) Não é o da longevidade, mas o da rendição das gerações. Já passaram por aqui mais de 50 músicos", Manuel Rocha, Primeiro de Janeiro
"O que fazemos hoje tem um contexto urbano que permite que as pessoas possam olhar para trás. A nossa tarefa é herdar aqueles sons e imprimir-lhes a dinâmica das nossas vivências sonoras", Manuel Rocha, Primeiro de Janeiro
"Construímos uma identidade através do conhecimento da música, da convivência com outros músicos e da passagem por palcos estrangeiros, e isso habilita-nos a sermos alguém no mundo", Manuel Rocha, Primeiro de Janeiro